# Église Notre-Dame-des-Foyers
L'église Notre-Dame-des-Foyers est une église catholique située rue de Tanger dans le 19e arrondissement de Paris. Elle fut construite entre 1964 et 1967 par les architectes Marcel Astorg et Robert Salles, pour l'Œuvre des Chantiers du Cardinal. L'aménagement fut confié à l'architecte Paul-Alain Djian en 1967.

## Localisation
L'église Notre-Dame des Foyers est située rue de Tanger dans le 19e arrondissement de Paris.

## Historique
L'église est construite entre 1964 et 1967 par les architectes Marcel Astorg et Robert Salles, pour l'Œuvre des Chantiers du Cardinal. L'aménagement est confié à l'architecte Paul-Alain Djian en 1967,.
Pour les 30 ans de la paroisse, une messe de jubilé a eu lieu le 1er décembre 2024 autour de l'archevêque de Paris Laurent Ulrich.

## Identité ecclésiale
Il s'agit d'une église catholique dépendante de l'archidiocèse de Paris.

## Description
C'est un édifice au plan allongé et à la nef unique, qui n'est pas séparée du chœur.
La façade extérieure est faite de décrochements en diagonale, où s'ouvrent des fenêtres hautes et étroites. L'intérieur présente l'apparence de simplicité du béton brut, parfois orné d'un lambris de bois.
L'arrière de l'église donne sur le jardin Luc-Hoffmann, créé aussi en 1967.

## Galerie

Extérieur.
Intérieur.
Orgue.